# Doorschijnende zeevinger
De doorschijnende zeevinger (Alcyonidium gelatinosum) is een mosdiertjessoort uit de familie van de Alcyonidiidae. De wetenschappelijke naam van de soort is voor het eerst geldig gepubliceerd in 1761 door Carl Linnaeus.